# دانتي سنجر
دانتي سنجر (بالإسبانية: Dante Senger)‏ هو لاعب كرة قدم أرجنتيني في مركز الهجوم، ولد في 4 مارس 1983 في خوان خوسيه كاستيلي ‏ في الأرجنتين. لعب مع إستوديانتيس دي لا بلاتا وكيلمس ونادي آراو ونادي لوغانو ونادي لوكارنو ونادي نوشاتل زاماكس.

## وصلات خارجية
- دانتي سنجر على موقع قاعدة بيانات كرة القدم.إي يو (الإنجليزية)
- دانتي سنجر على موقع عالم كرة القدم.نت (الإنجليزية)